# Bastón perforado

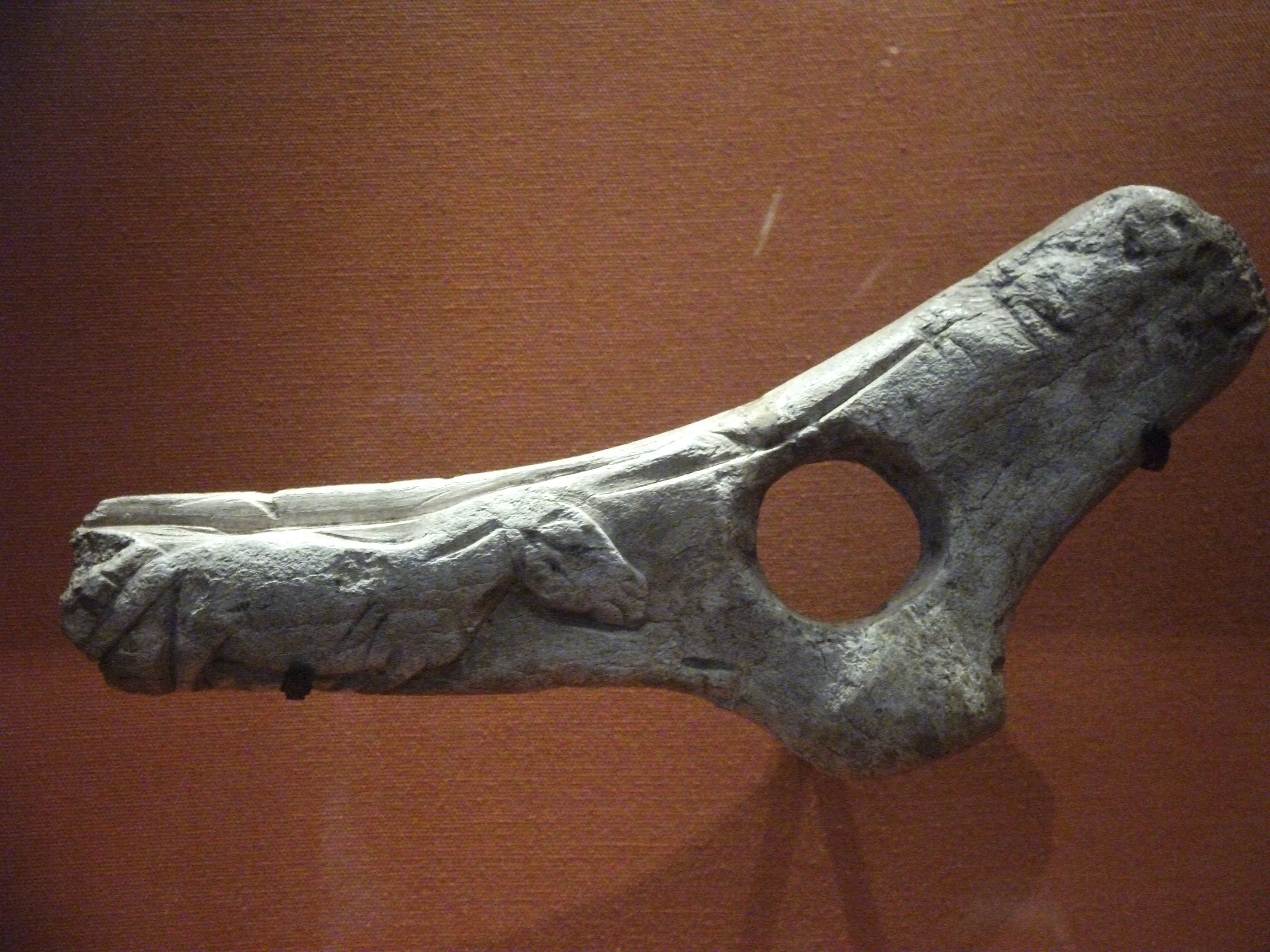
Bastón perforado incompleto, encontrado en el abrigo de La Madeleine. Tiene un bajorrelieve que representa un caballo.

Cuatro vistas de otro bastón de La Madeleine, hoy en día conservado en el Museo de Toulouse.

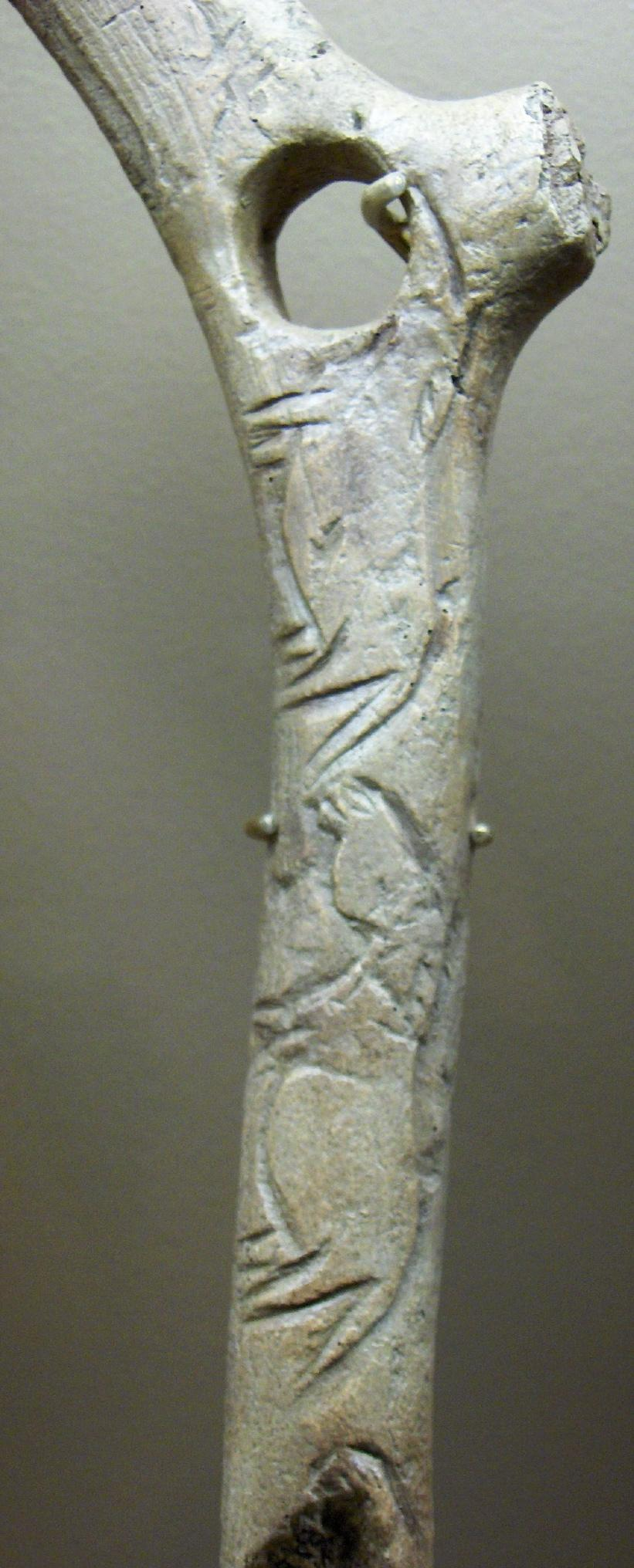
Bastón con caballos grabados, de nuevo de La Madeleine.

Los bastones perforados, también llamados erróneamente bastones de mando, por una teoría inicialmente propuesta para explicar su función, son objetos de arte mueble propios de la prehistoria del continente europeo. Los bastones perforados encontrados hasta la fecha en Europa se sitúan aproximadamente entre el año 23.000 AP (durante el Auriñaciense) y el año 12.000 AP (durante el Magdaleniense).
El término «bastón de mando» (traducido del francés bâton de commandement) ha sido dominante entre los arqueólogos del siglo XX, pero se basa en una función hipotética que nunca ha podido ser demostrada. Con el tiempo, el término «bastón perforado» (del francés bâton percé) ha ido reemplazando a todos los demás términos usados hasta entonces porque es un apelativo que se basa en la simple descripción de una propiedad física y que por lo tanto no implica la posibilidad de error en lo referente a una función hipotética. Aunque los arqueólogos, para poner a prueba ciertas hipótesis, hayan fabricado sus propios bastones perforados mediante madera u otros materiales, los auténticos bastones perforados de la prehistoria encontrados hasta la actualidad están todos tallados en asta de cérvido, sobre todo asta de reno.
Desde la segunda mitad del siglo XX se han propuesto diversas teorías sobre su uso, aunque estudios más recientes tienden hacia un consenso científico según el cual los bastones perforados podían servir siguiendo el patrón de dos funciones:
- Los bastones de agujero perpendicular eran los mangos con los que se hacían girar volantes de inercia que, utilizados a la manera de una rueca manual, permitían fabricar cuerdas hiladas a partir de las crines de los caballos prehistóricos.
- Los bastones de agujero oblicuo eran usados como frenos manuales haciendo pasar, por detrás de la cintura pero también a través del agujero del freno, cuerdas ya fabricadas mediante el método anteriormente mencionado, todo ello con el objetivo de detener animales salvajes capturados con lazos o redes, como lo sugieren un gran número de escenas de caza representadas en pinturas rupestres de la época.

## Descripción y función
Los bastones perforados están tallados a partir de un tramo de asta con un agujero redondo hecho en un extremo y con frecuencia tienen diseños abstractos o de animales grabados en ellos (como caballos o ciervos). Han sido encontrados en estratos desde el Auriñaciense hasta el Magdaleniense en yacimientos europeos del Paleolítico superior, con ejemplos que datan de 23 000 a 12 000 años atrás. Muchos no son enteramente rectos sino que forman un ángulo en un extremo, a menudo formando una «T» o una «Y», pero siempre con el vértice del ángulo de desvío situado sobre un nudo de la cornamenta. Hay un agujero circular perforando el asta justo debajo de la hinchazón o conjunto y, a menudo, un segundo agujero más pequeño cerca del eje. Los ejemplos típicos oscilan entre los 15 y los 20 cm de largo. Un bastón perforado inhabitual es el de la cueva de Le Souci, en Dordoña. Primero porque está tallado en hueso, y segundo porque está enteramente recorrido por una fila de ocho agujeros de diferentes tamaños.
En sus inicios, la arqueología propuso primero, para explicar la función de estos bastones, que se trataba de bastones de mando. Así pues, se los concibió primero como un símbolo de poder o estatus social, y de ahí el nombre inicial dado en francés por Louis Laurent Gabriel de Mortillet : bâton de commandement («bastón de mando»). Esta interpretación fue abandonada hace tiempo, y de hecho, otro arqueólogo francés, André Leroi-Gourhan, se burló amistosamente de un colega suyo a propósito del término «bastón de mando», evocando la imagen de «un anciano general... dirigiendo un asalto contra un mamut».
Ha habido sin embargo otras interpretaciones posibles sobre el uso al que estaban destinados estos objetos agujereados. Dependiendo de las hipótesis propuestas por los investigadores, el bastón perforado de la prehistoria podría haber sido:
- Un enderezador de flechas, azagayas, dardos, lanzas o venablos, cuyos ejes se alineaban al pasar a través del agujero;[2]
- Un propulsor;[2]
- Un símbolo de fertilidad, con el mango largo como símbolo fálico y el agujero como representación de la vagina;[2][5]
- Algún tipo de sujeción para la vestimenta;[5]
- Un calendario utilizado por parteras;[6]
- Una herramienta para alisar y dar forma a las correas de cuero;[7]
- Un mango de rueca giratoria en el caso de los bastones de agujeros perpendiculares y una empuñadura de freno para la práctica de la caza con lazo y redes en el caso de los bastones con agujeros oblicuos.[8]

## Hipótesis del propulsor
El uso del bastón perforado como un propulsor, similar a un atlatl, ha sido tema de la arqueología experimental, que ha dado pruebas en apoyo de la hipótesis de que el bastón perforado se utilizó como un lanzador de venablos.
La hipótesis del propulsor de venablos fue presentada por primera vez en un artículo de Leon Underwood en 1965. En este, Underwood, quien había participado anteriormente en arqueología experimental trabajando con artefactos de bronce, rechazó la clasificación del bastón perforado como una «varita mágica» y estableció comparaciones entre ella y lanzadores más actuales de la cultura inuit. La hipótesis de Underwood fue que las muestras existentes estaban en mal estado y pueden haber perdido un gancho, como el que se encuentra en los lanzadores inuit o el atlatl. Underwood construyó dos modelos de madera, sobre la base de diferentes bastones perforados de colecciones de museos, pero con la adición de una «boquilla» o gancho para el extremo del eje opuesto al agujero. Estas reproducciones se compararon con diseños inuit y se encontró que ofrecen un rendimiento superior al tirar venablos emplumados. Underwood señaló que los lanzadores de los inuit, construidos con madera a la deriva, fueron necesariamente más débiles y que el diseño refleja los materiales disponibles.
En otro experimento, el bastón perforado se utilizó en la otra orientación, de manera que se mantenía el extremo con el agujero hacia el exterior y no se añadió gancho. En esta serie de pruebas, se utilizó un venablo de 1,5 m de largo y 97 g emplumado en el extremo. Para utilizar el bastón perforado como un propulsor, una cuerda se unió a la lanza, cerca de su  mitad. El cuero sería adecuado para lanzas ligeras, mientras que el tendón se requeriría para lanzas más pesadas. La adición del cable de la lanza la convierte en algo similar a una gran flecha suiza. La utilización del venablo equipado como una flecha suiza resultó en un aumento del 43% en el alcance, en comparación con la lanza arrojada a mano.
El bastón perforado es utilizado pasando la cuerda a través del orificio y colocándola a lo largo de la longitud del eje. El venablo se mantiene en la mano, con el extremo macizo en la mano cerca del dedo meñique y el extremo perforado saliendo por el otro lado del puño. El extremo suelto de la cuerda se sujeta entre el pulgar y el índice y la lanza se coloca a lo largo del bastón perforado. La lanza puede retorcerse hasta una vuelta y media, lo que sirve para estabilizar la lanza durante el vuelo. El bastón se mantiene por encima del hombro y se echa encima de la cabeza. La longitud del lanzador sirve para aumentar el brazo palanca del lanzador, lo que proporciona más velocidad y la cuerda actúa como en una flecha suiza,  extiendo el apalancamiento adicionalmente. El uso del bastón perforado de esta manera da como resultado un aumento al 127% en el rango frente a la misma lanza tirada a mano.

### Observaciones experimentales
La mayoría de los ejemplos de bastones perforados están curvados en cierto grado, ya sea a partir de la curva natural de la cornamenta de la que están hechos, o como resultado de una alteración deliberada. Rectos o curvados ambos producen aumentos similares en el alcance, pero los experimentadores descubrieron que los curvados proporcionaban una mejor ergonomía que los de mango recto, con lanzadores zurdos prefiriendo una dirección de la curva y los lanzadores diestros la otra. Los rectos tenían la ventaja de poder ser utilizados por lanzadores diestros y zurdos.
Mientras que la forma en T o Y no se requiere para el uso como propulsor, un ejemplo con una forma en T o Y es menos sensible a la dirección y la cantidad de torsión en la cuerda y, por lo tanto, más fácil de usar. Si se utiliza con cuerda en la forma descrita el lanzador resultante sería mucho más difícil de cargar y usar. En este último caso, incluso se puede prescindir del agujero del bastón.
La cuerda utilizada funciona bien cuando es lo suficientemente larga como para que se extienda desde el agujero del bastón hasta el asidero de la (20 cm). Cables más largos, de hasta 30 cm, pueden proporcionar velocidades mayores. Puntos de fijación espinal puede variar desde el centro geométrico de la lanza hasta el centro de masas, en función de la longitud y una lanza cargada en la punta funciona mejor de manera significativa.
La lanza debe ser lo suficientemente larga como para proyectarse unos 30 centímetros sobre el bastón cuando esté lista para lanzarse. Cuando se utiliza una lanza larga se puede utilizar un bastón perforado largo aunque una versión corta funciona igual de bien. El bastón mayor puede proporcionar velocidad adicional sobre la versión más corta.

## Hipótesis del enderezador de lanzas
La hipótesis de que se utilizaron los bastones para ayudar a enderezar azagayas, lanzas, dardos, venablos o flechas, no necesariamente entra en conflicto con su uso como propulsor.
Los alisadores pueden haber operado en dos formas principales. En primer lugar, los agujeros pueden haber sido utilizados como un «gira astiles» para enderezar la madera, tal vez después de calentar el palo. El eje sería notablemente más pequeño que el agujero, y se coloca a través de él. Mediante la aplicación de presión sobre las curvas del palocon el bastón podría ser enderezado. El segundo método consiste en poner el palo a través del orificio y luego girar y girar el bastón, con el interior áspero del agujero se desgasta la madera para conseguir un punto de cuña, o marcado de áreas por donde ser recortado; entonces podría ser endurecida al fuego. El suavizado de correas de cuero efectuado al pasarlo a través del agujero de una manera similar a como con la madera es otro uso posible.

## Hipótesis de la rueca y del freno manuales
El 25 de septiembre de 1953 el abate y prehistoriador francés André Glory descubrió, en la cueva de Lascaux, en las inmediaciones del célebre pozo de dicha cueva, un fragmento de auténtica cuerda del paleolítico superior. El fragmento, de una antiguëdad estimada entre 18.000 y 17.000 años, medía unos 30 centímetros de largo y tenía entre 7 y 8 milímetros de diámetro. La sección estaba constituida por tres hebras trenzadas hacia la derecha, cada una de las cuales, se pensó entonces, había sido hilada a partir de fibras vegetales. Esta corta sección de cuerda había atravesado los milenios en un estrato de arcilla por el efecto de turbificación del suelo de la cueva, pero la acción de los ácidos húmicos y fúlvicos impidió, en los años 1950, que se pudiese identificar la planta (o plantas) de la que (o de las que) se habían extraído las fibras. El Museo Nacional de Historia Natural de Francia conservó ese fragmento de cuerda hasta que más adelante, y desafortunadamente, el fragmento se extravió. Tal vez se extraviara porque algún personal no cualificado lo confundiese con un viejo fragmento de cuerda sin valor, pero se ha propuesto más recientemente que las fibras que constituían esa cuerda eran en realidad crines de caballo.
En 1954, al año siguiente del descubrimiento de la cuerda de Lascaux, el cuarto «Congreso Internacional de Ciencias Prehistóricas y Protohistóricas» fue celebrado en Madrid del 21 al 27 de abril en el Palacio de Hielo y del Automóvil, sede entonces del CSIC. Uno de los conferenciantes de ese cuarto congreso internacional fue el célebre abate y prehistoriador francés Henri Breuil, amigo y colega del abate André Glory. Durante el congreso Breuil expuso la conferencia Bâtons percés paléolithiques supérieurs et torteiraes (Portugais) ('Bastones perforados del paleolítico superior y torteiraes (portugueses)'). En dicha conferencia, Breuil propuso que la técnica de fabricación de cuerdas a partir de ruecas giratorias y crines de caballo, técnica aplicada todavía por aquellos entonces, en 1954, por los torteiraes portugueses (fabricantes de cuerdas y correas), podía en realidad haber sido la misma técnica que los hombres del paleolítico superior habían utilizado para fabricar sus propias cuerdas, conocidas no solo por el fragmento descubierto por Glory en 1953 sino también por las numerosas representaciones de cuerdas presentes en el arte parietal. Teniendo en cuenta la gran variedad de formas y tipologías de los bastones perforados del paleolítico, Henri Breuil tuvo la prudencia, en su conferencia de 1954, de proponer su hipótesis no para todos los bastones perforados descubiertos hasta entonces sino para al menos una parte de ellos, los que técnicamente podían servir como mango de rueca giratoria.
Los especialistas del paleolítico Erik Gonthier (francés) y Christopher Kilgore (estadounidense) han sostenido esta hipótesis y llevado a cabo y publicado en 2014 una serie de investigaciones que pretenden demostrar que los bastones agujereados perpendicularmente (agujero designado de «tipo A» en la tesis Kilgore-Gonthier) servían para fabricar cuerdas. Se hacía pasar a través de ellos el eje de una rueca en forma de madera plana a la que los hombres paleolíticos ataban un manojo de crines desordenadas de caballo. Bastaba entonces con hacer girar la rueca para que las crines formasen las primeras hebras de una cuerda. Es un sistema primitivo pero utilizado todavía en ciertas partes del mundo: al hacer girar la rueca, ésta funciona como un volante de inercia, arrastrando con ella las crines de caballo y trenzándolas formando una primera hilada de crines, hilada que más tarde podrá ser unida a otra hilada (o a otras hiladas) para formar una cuerda bien trenzada, bien sólida, y capaz de resistir grandes presiones, como cualquier cuerda moderna. Las ruecas giratorias, al ser de madera, pretendidamente, según Gonthier y Kilgore, no se han conservado, la madera se ha podrido, mientras que los bastones usados para hacerlas girar, al ser de asta de cérvido, una materia más sólida, han sido conservados. Misma suerte habrían seguido, según Kilgore y Gonthier, los frenos de agujero oblicuo (designado de «tipo B» en la tesis Kilgore-Gonthier), también realizados en asta de cérvido y por lo tanto también conservados. Estos frenos, siempre según los investigadores Gonthier y Kilgore, una vez que un animal era atrapado con lazo y redes, servían para que el cazador que domeñaba al animal desde el extremo de su cuerda pudiese hacer deslizar la cuerda por el agujero oblicuo de su bastón-freno empuñado con la mano y de este modo, inclinando adecuadamente el bastón, la cuerda dejaba de deslizarse, se tensaba, y el peso mismo del cazador, añadido al de otros que también le ayudaban efectuando esa misma operación con sus propios lazos y frenos, obstaculizaba el desplazamiento del animal. La presa caía entonces más fácilmente, y sin escapatoria posible, bajo los dardos y las flechas de los demás miembros de la partida de caza. Los estudios de Gonthier y Kilgore, recurriendo a escáneres 3D de alta precisión, han mostrado que los agujeros perpendiculares de los bastones perforados tenían micromarcas características dejadas por un eje de madera.

## Colecciones

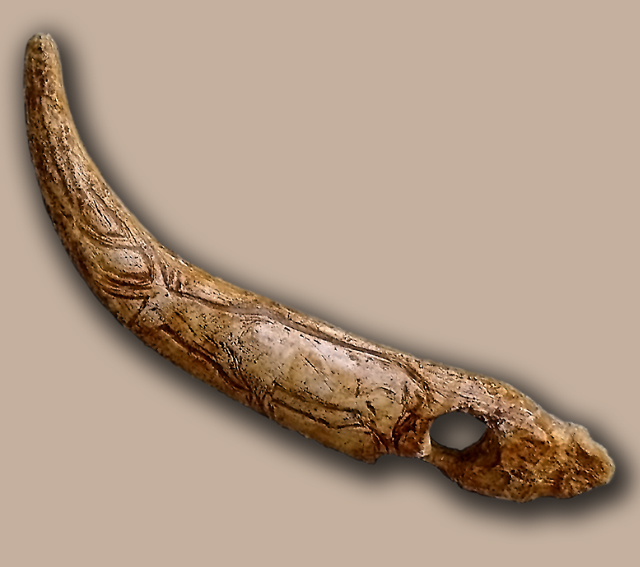
Bastón Perforado de Monte Castillo

Hay ejemplos en los museos en muchas partes de Europa pero son muy llamativos y bien conservados los ejemplares de bastones decorados de las excavaciones de yacimientos del Magdaleniense llevadas a cabo por Henry Christy y Édouard Lartet. La mayor parte de los bastones encontrados en tales excavaciones están conservados en el Musée d'Archéologie nationale y el Muséum de Toulouse (ambos situados en Francia) y en el British Museum (en Inglaterra). Entre el 7 de febrero y el 26 de mayo de 2013 se exhibieron un conjunto de bastones perforados en una exposición del Museo Británico titulada Ice Age Art: Arrival of the Modern Mind [Arte de la Edad del Hielo: LLegada de la mente moderna].
El «gira astiles de Murray Springs» parece ser el un único ejemplo de una herramienta similar, de hueso, de América del Norte y proviene de la cultura Clovis. Se remonta a hace unos 9000 años y fue encontrada en Arizona, actualmente se encuentra en el Museo del Estado de Arizona. Es de 259 mm de largo y sin decorar, con un eje simple con un extremo más grande, que tiene un único, más bien ovalado, agujero de 25-30 mm de diámetro. Similares herramientas, pero más pequeñas y muy posteriores, son conocidas en culturas de los pueblos nativos americanos, pero son considerados como alisadores de flechas.
En España también se han encontrado bastones perforados. Uno de los primeros encontrados es el de Monte Castillo, hallado a principios del siglo XX. Se encuentra en el Museo de Prehistoria y Arqueología de Cantabria, aunque existe una copia en el Museo Arqueológico Nacional. En Cantabria se han encontrado bastones perforados además en la cueva de El Pendo, en la cueva del Valle (Rasines), en la cueva de Rascaño (Mirones) y en la cueva de Cualventi (Oreña). Aunque la mayor concentración de objetos se concentra en Cantabria, también se han encontrado bastones perforados otras partes, como el País Vasco o la Comunidad Valenciana, por mencionar un área fuera de la cornisa cantábrica.